# Aphaenogaster boulderensis
Aphaenogaster boulderensis é uma espécie de inseto do gênero Aphaenogaster, pertencente à família Formicidae.

## Subespécies
- Aphaenogaster boulderensis boulderensis Smith, 1941
- Aphaenogaster boulderensis smithi Gregg, 1949